# Pero arizonaria
Pero arizonaria är en fjärilsart som beskrevs av H. Edwards 1882. Pero arizonaria ingår i släktet Pero och familjen mätare. Inga underarter finns listade i Catalogue of Life.